# Vitellia (Tochter des Vitellius)
Vitellia war die Tochter des römischen Kaisers Aulus Vitellius und der Galeria Fundana.
Im Vierkaiserjahr 69 verheiratete Aulus Vitellius seine Tochter Vitellia mit dem Statthalter der Provinz Gallia Belgica, Decimus Valerius Asiaticus, der allerdings wohl noch im gleichen Jahr starb. Nach Tacitus bot Vitellius darauf spät im Jahr 69 ihre Hand seinem Gegner Marcus Antonius Primus an.
Später verschaffte Kaiser Vespasian ihr eine glänzende Heiratsverbindung und beschenkte sie.
Vitellias Bruder, der jüngere Vitellius, wurde Ende 69 oder Anfang 70 auf Befehl von Gaius Licinius Mucianus ermordet.